# Volo Aero Trasporti Italiani 460
Il volo Aero Trasporti Italiani AZ 460 era un volo tra Milano-Linate e l'aeroporto di Colonia/Bonn, operato dalla compagnia aerea italiana ATI, del gruppo Alitalia, con un ATR-42-312 marche I-ATRH, che il 15 ottobre 1987, alle ore 19.28 CET, precipitò sulle montagne del comasco in località Conca di Crezzo, nel territorio di Lasnigo, causando 37 vittime: 3 membri dell'equipaggio e 34 passeggeri. Il fatto è conosciuto anche come l'incidente di Conca di Crezzo.

## L'aeromobile
L'aeromobile, marche I-ATRH "Città di Verona", era un ATR 42-312 (numero di costruzione 046 1987) ed aveva compiuto il primo volo a Tolosa il 24 aprile 1987. Da pochi mesi, il 14 maggio 1987, era stato consegnato all'ATI Aero Trasporti Italiani. Era dotato di due turboelica Pratt & Whitney Canada PW 120 con elica a 4 pale Hamilton Standard.

## Dinamica
L'aereo era decollato dall'aeroporto di Milano-Linate con destinazione l'aeroporto di Colonia/Bonn alle 19.13, con 53 minuti di ritardo a causa del traffico aereo e del maltempo. Dopo circa quindici minuti l'aereo stava salendo alla quota di 14 700 ft, in modalità IAS, alla velocità costante di 133 kts, quando iniziò un movimento di rotazione a destra e a sinistra: 41° a destra, 100° a sinistra poi ancora 105° a destra e 135° a sinistra. L'ATR 42 compiva inoltre tre anomale variazioni di assetto verso il basso non riuscendo poi a recuperare l'altitudine necessaria. L'aereo cadde con la prua verso il suolo lungo le pendici della montagna a circa 700 m s.l.m. dopo una discesa incontrollata.
Le indagini del Nucleo Investigativo dei Carabinieri del Comando Provinciale di Como e dell'Aeronautica dimostrarono che le condizioni meteorologiche avevano causato la formazione di ghiaccio sulle ali dell'ATR 42. L'equipaggio non era riuscito a capire che il ghiaccio e la bassa velocità avrebbe portato l'aereo in stallo, alcune manovre per riacquisire velocità e probabilmente un problema nella gestione del trim portarono l'aereo a puntare verso il suolo fino allo schianto contro la montagna. L'incidente di Conca di Crezzo divenne un caso di studio sui rischi causati dalla formazione di ghiaccio sulle ali degli aerei.
L'inchiesta della magistratura portò ad un processo che vide condannati per disastro aviatorio e omicidio colposo plurimo, ad un anno e dieci mesi, il direttore generale dell'Aérospatiale e progettista dell'ATR 42, Jean Rech, e tre funzionari dell'ATI Aero Trasporti Italiani: Settimio Marselli, Adriano Paccariè ed Ettore Grion. La motivazione fu di aver sottovalutato il rischio della formazione del ghiaccio sulle ali dell'ATR 42 che non aveva possibilità di salvarsi nelle condizioni atmosferiche proibitive in cui aveva volato, con impianti antighiaccio insufficienti, i piloti colpevolmente non addestrati e manuali operativi carenti.
La corte di cassazione (sentenza n. 5564/1995; sez. quarta penale; udienza 12-4-1995; deposito 5-6-1995) annullò senza rinvio la sentenza della Corte d'Appello di Milano, assolvendo Jean Rech e i tre funzionari dell'ATI "perché il fatto non sussiste". La Suprema Corte ritenne cioè che la Corte d'Appello nelle motivazioni della sua sentenza non avesse dimostrato l’esistenza del nesso causale per cui le cause preesistenti fossero in grado da sole di provocare l’incidente. La causa del disastro va pertanto individuata esclusivamente nel grave errore commesso dai piloti, i quali, pur avendo percepito che le condizioni atmosferiche avrebbero determinato una consistente formazione di ghiaccio sulle ali (si tratta di nozioni basiche per un pilota), avevano sì attivato il dispositivo antighiaccio (de-ice) di cui era fornito l’ATR, ma avevano completamente trascurato di adeguare la velocità del velivolo al livello necessario per evitare il deterioramento delle prestazioni aerodinamiche ed impedire lo stallo (si veda anche sulla rivista "Cassazione Penale" del 1995 l'articolo n. 1714, pag. 2898 e segg.)

## Vittime
Le vittime dell'incidente aereo e dei soccorsi:
1. Lamberto Lainé, 43 anni, di Roma, comandante
2. Pierluigi Lampronti, 29 anni, di Trieste, secondo pilota
3. Carla Corneliani, 35 anni, di Mantova, assistente di volo
Passeggeri
4. H. Balland
5. Bartosch
6. Bovelet
7. S. Bruhn
8. Martina Castiglia
9. Duerholt
10. signora E. Eglinsky
11. Eichler
12. D. Ewerbeck
13. K. M. Ewerbeck
14. Felder
15. J. Freiberg
16. H. Hubrich
17. J. Holm
18. signora Knabe
19. Kruse
20. E. Mechetnberg
21. E. Mejers
22. W. Miski
23. Vittorio Passeggio, 42 anni, di Napoli
24. signora M. Raubach
25. E. Roell
26. K. Rothaermel
27. Alberto Rovelli, 33 anni, di Vimercate
28. Scharrenberg
29. Schmandt
30. Jennifer Seminara, di San Michele di Ganzaria
31. Susanna Seminara, di San Michele di Ganzaria
32. K. Verborg
33. Walbroehl
34. D. Weichbrodt
35. A. Witz
36. signora H. Wouters
37. M. Zilz
Soccorritori
38. Massimo Berth, 19 anni, di Parma, carabiniere